# Jay Lateef
Jamaluddin Abdul „Jay“ Lateef (* um 1986 als Johannes Jahn) ist ein deutscher Jazzmusiker (Schlagzeug).

## Leben und Wirken
Lateef, der in Haimhausen aufwuchs, kam autodidaktisch zur Musik und lernte zunächst von den Platten seines Vaters. Er besuchte das Josef-Effner-Gymnasium in Dachau, wo er in der Effner-Band spielte und in den letzten beiden Jahren am Gymnasium in professionellen Projekten arbeitete. Dann studierte er am Konservatorium bzw. an der Hochschule für Musik und Theater München.
Lateef arbeitete als Schlagzeuger zunächst mit der Sängerin Fjoralba Turku und dem Gitarristen Leonhard Kuhn. Weiterhin tourte er mit Leszek Zadlos European Art Ensemble und nahm mit dem Pianisten Vladan Mijatović auf. Drei Jahre lang lebte er in New York und arbeitete dort, insbesondere mit Marvin Dolly und Adam Iorfida sowie mit Freddie Bryant. Auch gehörte er zur Harbor Big Band von Louis Bauzon und konvertierte zum Islam. Mit Claus Reichstaller spielte er in All@Jazz.
Mit Kuhn und Matthieu Bordenave bildete Lateef das Trio Le Café Bleu International, das 2014 bei Enja eine Hommage an Edith Piaf veröffentlichte, die sehr gute Kritiken erhielt. 2016 folgte ein zweites Album mit ihren Adaptionen von Filmmusiken. Gemeinsam mit André Schwager am Piano und Andreas Kurz am Bass begleitete er zudem Andreas Martin Hofmeir, mit dem er auch beim Jazzfestival Viersen auftrat. Unter seinem Geburtsnamen ist er auch auf Alben vom Fjoralba Turku Quartet (Joshua), von Koonshmoon sowie von We Will Meet Again zu hören.